# Oenopota althorpensis
Oenopota althorpensis är en snäckart som först beskrevs av Dall 1919.  Oenopota althorpensis ingår i släktet Oenopota och familjen kägelsnäckor. Inga underarter finns listade i Catalogue of Life.